# Delta Profronde
Le Delta Profronde est une ancienne course cycliste néerlandaise disputée dans la province de Zélande. Créé en 1959 sous le nom de Ronde van Midden-Zeeland, il est demeuré amateur jusqu'en 1973. Il a ensuite constitué une étape du Tour des Pays-Bas de 1974 à 1978. Prenant le nom de Delta Profronde en 1998, il fait partie de l'UCI Europe Tour depuis 2005, en catégorie 1.1.
En 2008, les comités d'organisation du Delta Profronde et de l'OZ Wielerweekend ont fusionné pour créer le Delta Tour Zeeland.

## Palmarès
| - 1959 : Miel Verstraete - 1960 : Cees van Amsterdam - 1961 : Bart Solaro - 1962 : Cees Snepvangers - 1963 : Leo van Dongen (nl) - 1965 : Dies Kosten - 1966 : Rini Wagtmans - 1967 : Leo de Groot - 1968 : Joop Zoetemelk - 1969 : Henk Benjamin - 1970 : Cees Priem - 1971 : Marcel Pennings - 1972 : Roy Schuiten - 1973 : Peer Maas - 1974 - Tino Tabak - 1975 - Gerard Vianen - 1976 - Fedor den Hertog | - 1977 - Freddy Maertens - 1978 - Gerrie Knetemann - 1979 - Bert Oosterbosch - 1980 - Gerrie Knetemann - 1981 - Eddy Planckaert - 1982 - Henk Lubberding - 1983 - Jan Raas - 1984 - Luc Colijn - 1985 - Ferdi Van Den Haute - 1986 - Gerrit Solleveld - 1987 - Jean-Paul van Poppel - 1988 - Peter Pieters - 1989 - Jelle Nijdam - 1990 - Gerrit Solleveld - 1991 - Wiebren Veenstra - 1992 - Johan Capiot - 1993 - Jo Planckaert | - 1994 - Maarten den Bakker - 1995 - Jeroen Blijlevens - 1996 - Jelle Nijdam - 1997 - non-disputé - 1998 - Erik Zabel - 1999 - Servais Knaven - 2000 - Léon van Bon - 2001 - Niko Eeckhout - 2002 - Robbie McEwen - 2003 - Stefan van Dijk - 2004 - Niko Eeckhout - 2005 - Bram de Groot - 2006 - Steven de Jongh - 2007 - Denis Flahaut |